# Ногути, Хидэё
Хидэё Ногути (яп. 野口 英世 Ногути Хидэё, 9 ноября 1876 года — 21 мая 1928 года) — японский микробиолог (бактериолог), обнаруживший бледные спирохеты в коре головного мозга больных прогрессивным параличом.

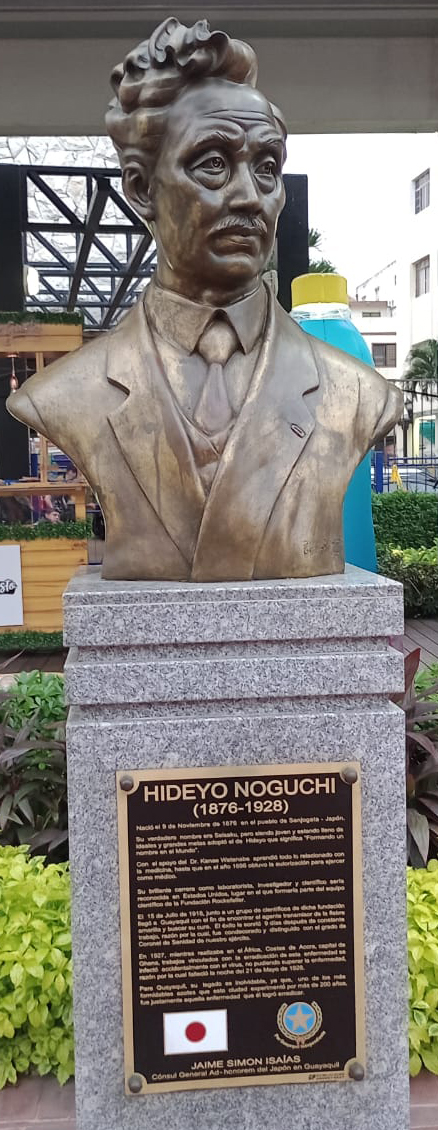
Бюст японского ученого и врача Хидэё Ногути был открыт 22 июня 2018 года во Дворце Кристал в Гуаякиль

В 1915 году получил Императорскую премию Японской академии наук.
Хидэё Ногути во время экспериментов заразился сифилисом. Умер в 1928 году от амариллёза, проводя исследования в Африке. Его последними словами были: «Я не понимаю».
Изображен на купюре в 1000 иен образца 2004 года.